# جورج بير
جورج بير (بالإنجليزية: George Bare)‏ هو متسابق خماسي حديث أمريكي، ولد في 5 يناير 1899 في ساردينا في الولايات المتحدة، وتوفي في 26 مايو 1981 في تاكوما في الولايات المتحدة.

## وصلات خارجية
- جورج بير على موقع أوليمبيديا (الإنجليزية)